# Haldenmühle (Andelfingen)
Die Haldenmühle, früher auch Freimühle, in Andelfingen im schweizerischen Kanton Zürich ist eine Mühle, die seit dem 13. Jahrhundert in Betrieb ist.

## Geschichte
Andelfingen war seit dem 13. Jahrhundert Standort von Mühlen. Ein grosser Grundwassersee unter Adlikon versorgt zuverlässig den Mülibach oder Dorfbach. Dieser teilt sich in drei parallel verlaufende Bachläufe und trieb bis zu sechs Mühlen an, die für Wohlstand in Andelfingen sorgten. Die erste schriftliche Erwähnung der Mühlen stammt von 1306, als die Lindenmühle, die Obermühle und die Freimühle im Habsburger Urbar erwähnt werden. 1450 wurde die Haldenmühle wahrscheinlich erstmals als die Mühle an der Halden bezeichnet, 1703 gelangte sie in den Besitz der Familie Arbenz, die sie heute noch betreibt. Im Jahre 1717 wurde die Mühle neu gebaut.
Im Zweiten Koalitionskrieg kam es beim Gefecht bei Andelfingen zu Auseinandersetzungen zwischen französischen und österreichischen Truppen. Letztere schossen am 25. Mai 1799 die Haldenmühle in Brand, sodass sie weitgehend zerstört wurde. Die Mühle bestand damals aus zwei Mahlgängen, einer Reibe, einer Knochenmühle und einem Waschhaus. Weiter wird eine Schleife und eine Walkmühle sowie die Scheune mit Stallungen und Wagenschopf erwähnt. Die zerstörte Mühle wurde 1800 wieder aufgebaut. Sie bestand aus dem heutigen Wohnhaus, das auch als Mühle diente und einem östlich angebauten Ökonomiegebäude. Im selben Jahr wurde auch die Stallscheune gebaut.
Am 3. Dezember 1899 zerstörte ein Brand das Ökonomiegebäude. Ursache war ein Leitungsbruch bei der Peltonturbine. Die damals noch neue Technik wurde von Fritz Marti aus Winterthur vertrieben. Die als Pelton-Motor bezeichnete Turbine hatte eine Leistung von ungefähr 6 PS.
Anstelle des zerstörten Ökonomiegebäudes wurde in den Jahren 1900 und 1901 ein Mühletrakt mit Jugendstil-Fassade in gelbem Sichtbackstein gebaut. 1936 wurde die Turbine durch diejenige ersetzt, die heute noch in Betrieb ist. In den 1950er-Jahren wurde der Landwirtschaftsbetrieb aufgegeben. Von 1976 bis 1983 wurde das Dach und die Fassade des Wohnhauses mit Begleitung der Denkmalpflege des Kantons renoviert.

## Gebäude
Das Ensemble aus Gebäuden, Wasserkraftanlage und Mühlebach steht unter Denkmalschutz. Die vier dazu gehörenden Gebäude sind:
- das Wohnhaus (Versicherungs-Nummer 175) von 1800, in dem bis 1900 die Mühle untergebracht war
- der Mühletrakt im Jugendstil (Versicherungs-Nummer 176) von 1901
- die Stallscheune (Versicherungs-Nummer 177) von 1800
- das Waschhaus  (Versicherungs-Nummer 179) von 1847[8]

Die Objekte von kantonaler Bedeutung wurden 2007 ins überkommunale Inventar der Denkmalschutzobjekte des Kanton Zürich aufgenommen. Die einzelnen Gebäude tragen die folgenden Inventarnummern: das Wohnhaus die 03000175, der Mühleanbau die 03000176, die Stallscheune die 03000177 und das Waschhaus die 03000179. Im 2021 revidierten Schweizerischen Inventar der Kulturgüter wurde dem Ensemble mit der KGS-Nr. 10063 nationale Bedeutung zugemessen.